# Стадник, Андрей Владимирович
Андре́й Влади́мирович Ста́дник (укр. Андрій Володимирович Стаднік; 15 апреля 1982, Виньковцы, Хмельницкая область) — украинский борец вольного стиля, серебряный призёр летних Олимпийских игр 2008 года в Пекине, чемпион Европы, призёр чемпионата мира.
Женат на женщине-борце сборной Азербайджана, многократной чемпионке и победительнице различных международных соревнований Марие Стадник.

## Награды
- Орден «За мужество» III степени (4 сентября 2008 года) — за достижение высоких спортивных результатов на XXIX летних Олимпийских играх в Пекине (Китайская Народная Республика), проявленные мужество, самоотверженность и волю к победе, подъём международного авторитета Украины[2]
- Юбилейная медаль «20 лет независимости Украины» (19 августа 2011) — за значительный личный вклад в социально-экономическое, научно-техническое и культурно-образовательное развитие Украинского государства, весомые трудовые достижения и многолетний добросовестный труд[3]